# 有形文化財
有形文化財（ゆうけいぶんかざい）は、
1. 広義では、人類の文化的活動によって生み出された有形の文化的所産全般を意味する。
2. 狭義では、日本の文化財保護法や地方公共団体の条例における文化財の種類のひとつで、建造物（不動産）や美術工芸品（動産・可動文化財）などの有形の文化的所産を意味する。特に、文化財保護法第2条第1項第1号において規定された「有形文化財」を意味する。
3. 一般に「有形文化財」といった場合には、都道府県や市区町村といった地方公共団体が文化財保護条例により指定、または登録した有形の文化財を指すことが多い。

本項では2について詳述する。

## 概要
文化財保護法第2条第1項第1号では、建造物、絵画、彫刻、工芸品、書跡、典籍、古文書その他の有形の文化的所産で、日本国にとって歴史上または芸術上価値の高いもの（これらのものと一体をなしてその価値を形成している土地その他の物件を含む。）並びに考古資料及びその他の学術上価値の高い歴史資料を、「有形文化財」と定義している。地方公共団体の文化財保護条例等においても、文化財の種類の一つとして「有形文化財」を規定している場合がある。

## 有形文化財の保護制度

### 国による保護
文化財保護法では、有形文化財の中から国宝、重要文化財、登録有形文化財を指定・登録し、保護する制度を定めている。
- 重要文化財（第27条第1項）：文部科学大臣は、有形文化財のうち重要なものを「重要文化財」に指定することができる。
- 国宝（第27条第2項）：重要文化財のうち、世界文化の見地から価値の高いもので、たぐいない国民の宝たるものを、文部科学大臣は「国宝」に指定することができる。
- 登録有形文化財（第57条）：1996年（平成8年）の文化財保護法改正により登録有形文化財制度が創設された。文部科学大臣が、国または地方公共団体の指定を受けていない有形文化財のうち、保存と活用が特に必要なものを文化財登録原簿に登録する。登録有形文化財には主に近代のものが登録されている。

### シンボルマーク
文化庁は、文化財愛護運動の推進およびその象徴として1966年（昭和41年）5月に「文化財愛護シンボルマーク」を制定しており、デザインは3段に重ねた組物（斗栱）をイメージしたものとなっている。

### 地方公共団体による保護
地方公共団体は、条例を定めて、重要文化財などの国が指定する文化財以外の文化財でその地方公共団体の区域内に存するもののうち重要なものを指定することができる（第182条第2項）。
地方公共団体では、それぞれ文化財保護条例を定めて、有形文化財（重要文化財に指定されたものを除く）のうち、その地方公共団体にとって重要なものを「○○都道府県指定有形文化財」、「市町村指定有形文化財」などの形で指定している。
また、神奈川県横浜市や千葉県千葉市、京都府および京都市や宮城県仙台市などのように、「○○県登録有形文化財」や「○○市地域文化財」、「○○市登録有形文化財」として、独自に「登録」制度を制定している自治体も存在する。